# جوليس رولان
جوليس رولان (بالفرنسية: Jules Rolland)‏ هو لاعب جمباز فني فرنسي، (ولد في ڤالينتينيه في فرنسا 1877 – 1929 م).

## وصلات خارجية
- جوليس رولان على موقع اللجنة الأولمبية الدولية (الإنجليزية)
- جوليس رولان على موقع أوليمبيديا (الإنجليزية)